# Rio São Francisco Falso Braço Norte
Der Rio São Francisco Falso (Braço Norte) ist ein Fluss im Westen des brasilianischen Bundesstaats Paraná.

## Etymologie und Geschichte
Dem Volksmund zufolge erhielt der Fluss zur Zeit der ersten Besiedlungen des Westens von Paraná im 19. Jahrhundert aufgrund der Religiosität der Siedler den Namen São Francisco. Aufgrund mangelnder Kenntnis der Region und der Tatsache, dass es keine Systematik bei der Benennung von Flussläufen gab, kam es zu Verwechslungen, da es in derselben Region bereits einen anderen Fluss mit demselben Namen (heute: Rio São Francisco Verdadeiro) gab. Um das Problem zu lösen, fügte man den Begriff Falso (deutsch: „falsch“) hinzu.

## Geografie

### Lage
Das Einzugsgebiet des Rio São Francisco Falso (Braço Norte) befindet sich auf dem Terceiro Planalto Paranaense (Dritte oder Guarapuava-Hochebene von Paraná).

### Verlauf
Sein Quellgebiet liegt auf der Grenze zwischen den Munizipien Santa Tereza do Oeste und Céu Azul auf 706 m Meereshöhe 3 km westlich der Ortsmitte von Santa Tereza do Oeste am Nordhang der Serra do Boi Preto in der Nähe der BR-277.
Der Fluss verläuft in westlicher Richtung. Er fließt im Munizip Santa Helena von links in den Rio Paraná, der in diesem Gebiet den Itaipu-Stausee bildet. Er mündet auf 216 m Höhe. Die Entfernung zwischen Ursprung und Mündung beträgt 77 km.
Er ist 161 km lang. Er entwässert ein Einzugsgebiet von 1.554 km2 im Gebiet zwischen Cascavel und Rio Paraná.

### Munizipien im Einzugsgebiet
Am Rio São Francisco Falso (Braço Norte) liegen sieben Munizipien:
- rechts: Santa Tereza do Oeste, São Pedro do Iguaçu, São José das Palmeiras, Santa Helena
- links: Céu Azul, Vera Cruz do Oeste, Diamante do Oeste

### Zuflüsse
Der wichtigste Nebenfluss ist der Rio São Francisco Falso (Braço Sul), der von links mit dem Braço Norte kurz vor dessen Mündung zusammenfließt.